# 孟芊
孟芊（1974年8月—），河北威县人，汉族，中国共产党党员。中华人民共和国政治人物。曾任厦门市副市长。现任福建省发展和改革委员会主任。

## 生平
1993年至2001年,他在清华大学取得了理学、工学、法学三个学士学位,一个法学硕士学位。他曾任清华大学校团委副书记,还兼任清华大学中国发展规划研究中心主任助理。
2010年12月，进入福建省发改委，先后担任厦门市发改委主任、厦门海沧区区长、厦门副市长。
2021年10月，任福建省发展和改革委员会主任。